# Jakiw Chammo

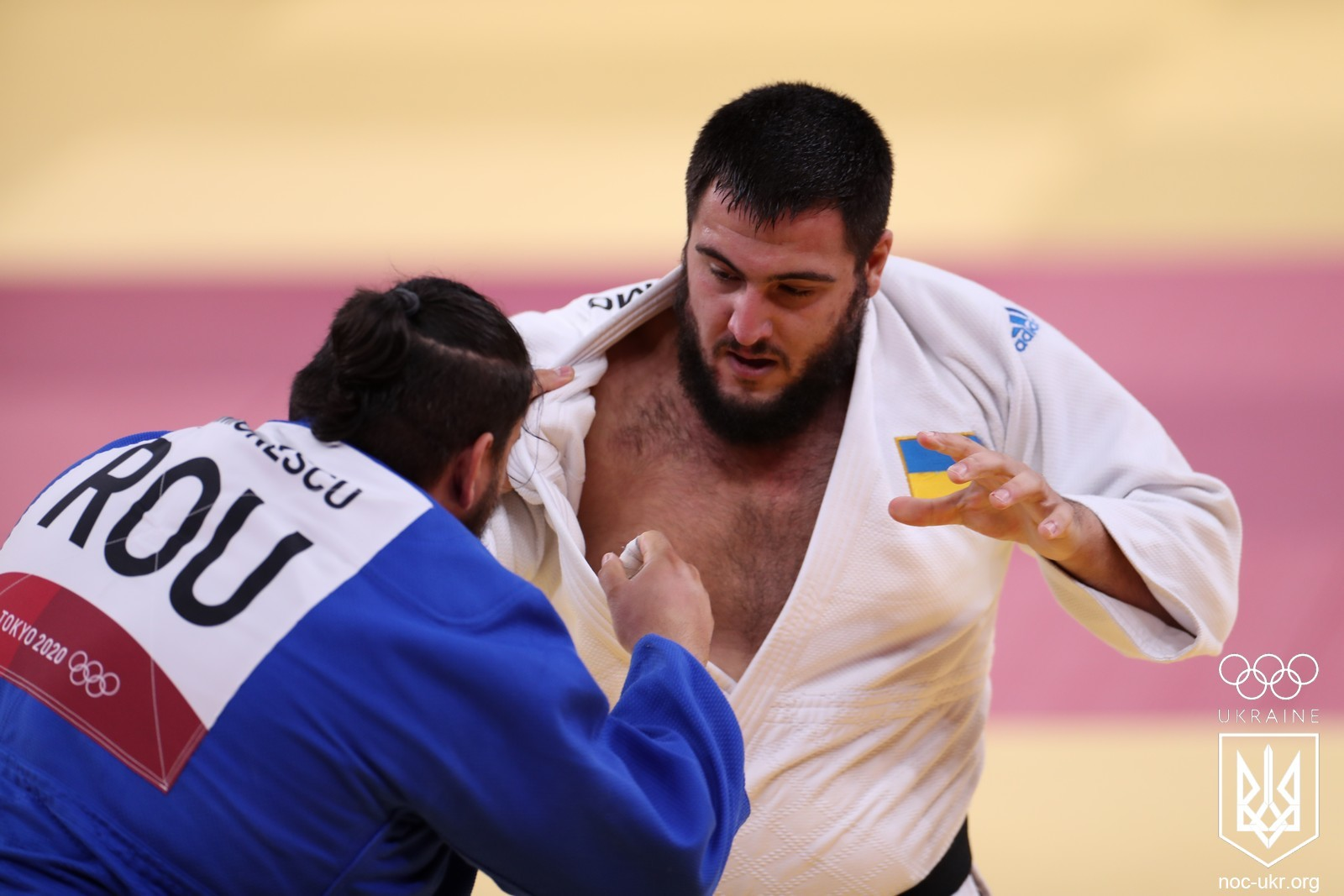
Jakiw Chammo während der Olympischen Sommerspiele 2020

Jakiw Mychajlowytsch Chammo (ukrainisch Яків Михайлович Хаммо; * 11. Juni 1994 in Artemiwsk, Oblast Donezk) ist ein ukrainischer Judoka. Er war 2015 Weltmeisterschafts- und Europameisterschaftsdritter im Schwergewicht. 2021 gewann er abermals Weltmeisterschaftsbronze.

## Karriere
Der 1,88 m große Jakiw Chammo war 2013 Dritter der Junioren-Europameisterschaften. 2014 siegte er bei den Junioren-Europameisterschaften und gewann eine Bronzemedaille bei den Junioren-Weltmeisterschaften. 2015 wurden dir Europameisterschaften im Rahmen der Europaspiele 2015 in Baku ausgetragen. Chammo unterlag im Viertelfinale dem Russen Renat Saidow, mit Siegen in der Hoffnungsrunde gegen den Niederländer Roy Meyer und den Litauer Marius Paškevičius erkämpfte Chammo eine Bronzemedaille. Zwei Monate später bei den Weltmeisterschaften in Astana unterlag er im Viertelfinale dem Japaner Ryū Shichinohe. In der Hoffnungsrunde bezwang er den Deutschen Sven Heinle und den Südkoreaner Kim Sung-min und erhielt auch hier eine Bronzemedaille. im November erreichte er das Finale beim Grand-Slam-Turnier in Abu Dhabi und unterlag Kim Sung-min. 2016 gewann Chammo das Grand-Prix-Turnier in Düsseldorf und das Grand-Slam-Turnier in Baku. Bei den Olympischen Spielen 2016 in Rio de Janeiro schied er in seinem zweiten Kampf gegen den Kirgisen Juri Krakowezki aus. Ende 2016 gewann Chammo den Titel bei den U23-Europameisterschaften.
Bei den Europameisterschaften 2017 in Warschau belegte Chammo den siebten Platz. Bei den Weltmeisterschaften 2017 in Budapest schied er in seinem Auftaktkampf gegen den Österreicher Daniel Allerstorfer aus. Im Oktober 2017 siegte er bei den ukrainischen Meisterschaften. 2018 bestritt Chammo nur wenige Turniere, bei den Weltmeisterschaften in Baku schied er im Achtelfinale gegen den Georgier Guram Tuschischwili aus. Ebenfalls im Achtelfinale unterlag er bei den im Rahmen der Europaspiele 2019 in Minsk ausgetragenen Europameisterschaften 2019 dem Polen Maciej Sarnacki. Beim Grand-Slam-Turnier in Abu Dhabi erreichte Chammo im Oktober 2019 nach dreieinhalb Jahren wieder ein Finale bei einem Grand-Slam-Turnier, in Abu Dhabi unterlag er gegen Roy Meyer. Nach der Wettkampfpause wegen der COVID-19-Pandemie belegte er den dritten Platz beim World-Masters in Doha. Bei den Weltmeisterschaften 2021 in Budapest verlor er im Viertelfinale gegen den Brasilianer Rafael Silva. In der Hoffnungsrunde bezwang Chammo den Finnen Martti Puumalainen und im Kampf um Bronze siegte er gegen den Georgier Gela Zaalischwili. Anderthalb Monate nach den Weltmeisterschaften trat Chammo bei den Olympischen Spielen in Tokio an. Nach seiner Viertelfinalniederlage gegen den Japaner Hisayoshi Harasawa gewann er in der Hoffnungsrunde gegen den Usbeken Bekmurod Oltiboyev. Im Kampf um eine Bronzemedaille unterlag Chammo dem für das Russische Olympische Komitee antretenden Tamerlan Baschajew.